# Lyne Charlebois
Lyne Charlebois es una directora de cine y televisión canadiense, conocida por dirigir y escribir la película de 2008, Borderline.

## Trayectoria profesional
Charlebois comenzó su carrera como directora de fotografía, creando fotografías promocionales para la película de 1987, Night Zoo, de Jean-Claude Lauzon. También dirigió videoclips para Daniel Bélanger y Laurence Jalbert. En 1991, ganó un Premio Félix por su trabajo para la cantautora Marjo en le videoclip del tema "Je sais, je sais". Ha estado tres veces nominada a los Premios Juno en la categoría de Mejor videoclip por Spirit of the West "Political" de Spirit of the West en 1992, "Bohemia" de Mae Moore en 1993 y por "Tunnel of Trees" de Gogh Van Go en 1995.
En televisión ha trabajado dirigiendo episódios en las series  Bliss, Tabou, Nos étés y Sophie, así como los cortos Quel jour était-ce? en 2001 y Nous sommes tous les jours en 2006.
En 2008 dirigió la película Borderline donde también escribió el guion junto a Marie-Sissi Labrèche. Charlebois y Labrèche fueron galardonadas con el Premio Genie al mejor guion adaptado en 2009, y Charlebois recibió una nominación en la categoría de Mejor dirección. En los Premios Jutra de 2009 recibió el reconocimiento como Mejor directora.